# جورجيو غراسي
جورجيو غراسي (بالإيطالية: Giorgio Grassi)‏ هو مهندس معماري إيطالي، ولد في 27 أكتوبر 1935 في ميلانو في إيطاليا.